# Limnonectes arathooni
Espèce
Synonymes
- Rana arathooni Smith, 1927

Statut de conservation UICN

 VU  : Vulnérable
Limnonectes arathooni est une espèce d'amphibiens de la famille des Dicroglossidae.

## Répartition
Cette espèce est endémique du Sud-Ouest du Sulawesi en Indonésie. Elle se rencontre au-dessus de 1 200 m d'altitude dans les monts Lompobatang et Latimojong.

## Étymologie
Cette espèce est nommée en l'honneur de Lazarus Sarkies Arathoon (1883-1932).

## Publication originale
- Smith, 1927 : Contributions to the Herpetology of the Indo-Australian Region. Proceedings of the Zoological Society of London, vol. 1927, p. 199-225.